# Baruch Lifshitz
Baruch Lifshitz (en hébreu : ברוך ליפשיץ ; 1913 à Davyd-Haradok - 1976 à Tel Aviv) était un professeur biélorusse du département de lettres classiques de l'université hébraïque de Jérusalem. Il a participé à des fouilles en Israël et ses recherches ont été publiées dans différents ouvrages de référence,.

## Biographie
Lifshitz est né en 1913 à Davyd-Haradok en Biélorussie, où il a reçu une éducation précoce. Il a étudié à l'université de Vilnius, mais a dû abandonner ses études et s'enfuir en raison du déclenchement de la Seconde Guerre mondiale. Lifshitz s'est réfugié à Tachkent, où il a été enrôlé dans l'Armée rouge.
En 1946, il arrive en Palestine et commence à étudier l'histoire et les lettres classiques à l'université hébraïque de Jérusalem. Il obtient sa maîtrise en 1952 et son doctorat en 1957 à Jérusalem. Sa thèse s'intitule The Protection of Graves in Grave Inscriptions in Eretz-Israel et, tout en préparant sa thèse de doctorat, il étudie l'épigraphie grecque à Paris avec le professeur Louis Robert.
Lifshitz était maître de conférences en lettres classiques, puis professeur à l'université hébraïque de Jérusalem,,,. Il a commencé à travailler à l'université hébraïque en 1952 en tant que chercheur principal. En 1957, il est devenu instructeur et, en 1962, maître de conférences.
Pendant une vingtaine d'années, il a publié des contributions à l'épigraphie juive et latine, à l'étude des inscriptions grecques et latines de Palestine. Il a été le premier à compiler les inscriptions des fondateurs et des donateurs de la synagogue dans son ouvrage Donateurs et fondateurs dans les synagogues juives répertoire des dédicaces grecques relatives à la construction et à la réfection des synagogues. Il a également travaillé comme éditeur et traducteur de manuscrits anciens. Ses articles ont été publiés dans plus de 70 revues scientifiques. Yigael Yadin a publié certaines de ses recherches dans l'Israel Exploration Journal de l'Israel Exploration Society,.
Lifshitz est décédé le 18 septembre 1976 à Tel Aviv, en Israël.

## Ouvrages

### Thèse
- Baruch Lifshitz, The Protection of Graves in Grave Inscriptions in Eretz-Israel, PhD diss. Hebrew University of Jerusalem, 1957

### Livres
- Baruch Lifshitz, Donateurs et fondateurs dans les synagogues juives: répertoire des dédicaces grecques relatives à la construction et à la réfection des synagogues, vol. 7, J. Gabalda, coll. « Cahiers de la Revue biblique, Revue biblique », 1967 (ISSN 0575-0741, OCLC 600240401)
- Baruch Lifshitz, Politische Geschichte (Provinzen und Randvölker: Syrien, Palästina, Arabien), vol. 8, coll. « Aufstieg und Niedergang der römischen Welt (ANRW) / Rise and Decline of the Roman World », 1978 (ISBN 9783110866940, OCLC 848357261, DOI 10.1515/9783110866940-010), « Scythopolis. L'histoire, les institutions et les cultes de la ville à l'époque hellénistique et impériale »
- Baruch Lifshitz, Politische Geschichte (Provinzen und Randvölker: Syrien, Palästina, Arabien), vol. 8, coll. « Aufstieg und Niedergang der römischen Welt (ANRW) / Rise and Decline of the Roman World », 1978 (ISBN 9783110866940, DOI 10.1515/9783110866940-014), « Jérusalem sous la domination romaine. Histoire de la ville depuis la conquête de Pompée jusqu'à Constantin (63 a. C. — 325 p. C.) »

### Articles
- Baruch Lifshitz, « The Greek Documents from the Cave of Horror », Israel Exploration Journal, vol. 12, nos 3/4,‎ 1962, p. 201–207 (JSTOR 27924908)
- Baruch Lifshitz, « Papyrus grecs du désert de Juda », Aegyptus, vol. 42, nos 3/4,‎ 1962, p. 240–256 (JSTOR 41215857)
- Baruch Lifshitz, « L'origine du nom des chretiens », Vigiliae Christianae, vol. 16, no 2,‎ 1962, p. 65–70 (DOI 10.2307/1582133, JSTOR 1582133)
- Baruch Lifshitz et J. Schiby, « Une Synagogue Samaritaine a Thessalonique », Revue Biblique (1946-), vol. 75, no 3,‎ 1968, p. 368–378 (JSTOR 44087982)
- Baruch Lifshitz, « Bleigewichte aus Palästina und Syrien », Zeitschrift des Deutschen Palästina-Vereins, vol. 92, no 2,‎ 1976, p. 168–187 (JSTOR 27931038)